# Cruzeiro de Terra Nova do Norte
O Cruzeiro é um bem tombado localizado no município de Terra Nova do Norte, no Mato Grosso. Foi tombado em 2009 através da portaria n.° 032/2009 publicada em 1 de setembro daquele ano.
Fica situado no cruzamento entre a BR-163 e a MT-208.